# Hussein Dey, Algérie
Hussein Dey là một đô thị thuộc tỉnh Alger, Algérie. Dân số thời điểm năm 2002 là 49.921 người.